# Great Easton (Leicestershire)
Pour les articles homonymes, voir Easton et Great Easton.
Great Easton est une paroisse civile et un village du Leicestershire, en Angleterre.